# Coordonate galactice

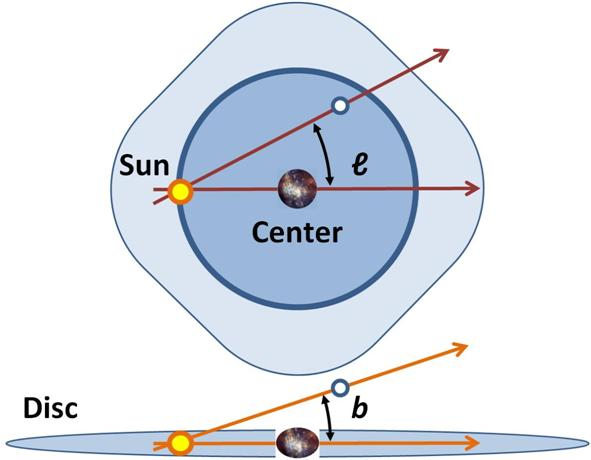
Ilustrarea coordonatelor galactice ℓ și b.

În astronomie, coordonatele galactice sunt unul din numeroasele sisteme de reperare pe sfera cerească, adaptate la obiectele situate în Galaxia Noastră și nesituate
în vecinătatea apropiată a Soarelui. Cele mai multe din aceste obiecte sunt situate în planul galactic, care ocupă o bandă relativ îngustă pe cer. Coordonatele galactice sunt un reperaj efectuat cu ajutorul unei latitudini și unei longitudini definite în așa fel încât planul galactic să corespundă Ecuatorului, iar originea longitudinilor să corespundă Centrului Galactic. Cea mai mare parte a obiectelor situate în Galaxia Noastră au, prin urmare, o latitudine galactică slabă în valoare absolută.

## Funcționare
Sistemul de coordonate galactice este un sistem de coordonate astronomice care ține cont de rotația Galaxiei Noastre în jurul axei sale. Se vorbește aici și despre longitudinea și despre latitudinea galactice, notate respectiv cu ℓ și b.
Planul de referință a acestui sistem este planul Galaxiei centrat pe Centrul Galactic.
În acest plan, direcția de referință a măsurii este direcția Centrului Galaxiei. 
- Longitudinea galactică este unghiul (în grade) între această direcție de referință și proiecția obiectului pe Planul Galaxiei. Longitudinea galactică este egală cu 0° în direcția Centrului Galaxiei, în constelația Săgetătorul. De-a lungul ecuatorului galactic se află constelațiile Lebăda spre 90°, Vizitiul, în partea opusă a Centrului Galactic (deci spre 180°), iar constelația Velele la 270°.
- Latitudinea galactică este măsura unghiului dintre planul de referință și obiect având Soarele în centru. Ea măsoară în grade înălțimea acestui obiect de 0° în planul de referință la 90° la Polul Nord Galactic, în constelația Părul Berenicei, aproape de steaua Arcturus, și la -90° la Polul Sud Galactic, în constelația Sculptorul.

## Convenții
În 1959, Uniunea Astronomică Internațională a definit conversia standard între sistemul de coordonate ecuatoriale și sistemul de coordonate galactice. Polul Nord Galactic are ascensia dreaptă 12 h 51 min 26,282 s, iar declinația 27° 07′ 42,01″.
Centrul Galactic (prin definiție la longitudinea de zero grade) este situat la ascensia dreaptă 17 h 45 min 37,224 s, și declinația −28° 56′ 10,23″ (J2000). Cum planul ecuatorului galactic trece prin Soare, acesta se situează deasupra Centrului Galaxiei, care este decalat de la originea longitudinilor, în 17 h 45 min 40,04 s, −29° 00′ 28,1″ (J2000), la 3' de grad la Sud de origine.
Toate obiectele care urmează rotația Soarelui în jurul Centrului Galaxiei sunt imobile în acest sistem de coordonate.